# Флуксометар
Флуксометар је било који уређај за мерење магнетног флукса. Обично мери промену електричне струје кроз калем када се мења флукс. Због тога су флуксометри најчешће врста галванометара. Флуксометар припада електромагнетним мерним инструментима.

## Магнетни флукс
Магнетски флукс је физичка величина која описује магнетно поље у околини покретног наелектрисања. Густина магнетног поља назива се магнетна индукција и директно је сразмерна флуксу, а обрнуто је сразмерна површини кроз коју пролази. Ако је струјно коло затворено, промена магнетског флукса кроз навојак проводника ће индуковати електромоторну силу, а тиме и електричну струју кроз навојак. На овоме се заснива принцип рада електричног генератора.

## Начин рада флуксометра
Класични флуксометар је врста галванометара. Он је уређај чији је отпорни момент занемарљиво мали и може се сматрати да ни не постоји. У овом инструменту је и компонента пригушења јако мала. Да би компонента електромагнетног момента била што већа, потребно је минимизирати отпор навојка, као и спољашњи отпор.
На улаз овог инструмента се поставља додатни калем кроз који се мери промена магнетног флукса. Инструмент ће остати на старој вредности која касни у односу на промену флукса, и нова промена се може очитати тек када се промени флукс кроз пробни намотај везан на улаз инструмента. Разлика у скретању инструмента на почетку и на крају мерења је пропорционална разлици промене флукса кроз додатне навојке пробног калема и по томе можемо израчунати тражену промену флукса.
Флуксометри су једноставни и погодни за руковање и чување.

## Врсте флуксометра
- Дигитални флуксометар је интегративни електронски мерач флукса са дигиталним дисплејем. Може се користити не само за мерење магнетног флукса који потиче од сталног магнета, али и за контролу квалитета и сортирање магнетних производа. Већина дигиталних флуксометара има функције као што су различити мерни опсези и максимална вредност чекања. Овакви флуксометри се могу користити и за мерење импулсног магнетног поља.[5]

- Магнетни флуксометар је инструмент за мерење магнетног флукса и тестирање магнетних особина магнетних материјала. Садржи електронски интегратор за високу осетљивост и стабилност. Може да мери максималне јачине импулса магнетног поља.[4]

## Галванометар
Галванометри су изузетно осетљиви електрични инструменти који су употребљиви за мерење струја јако малих јачина (од 10 до 12 А) и једносмерних напона (од 10 до 9 В). Потрошња инструмента је врло мала и достиже 10-11 W.
Користе се на два начина:
- код метода директног поређења једносмерних струја и напона (компензационе методе)
- као осетљиви индикатори равнотеже (нул-детектори).

### Врсте галванометра
- Флуксометар

- Галванометар са покретним калемом

Ова врста галванометра се генерално не разликује од обичног. Осетљивост овог галванометра се повећава повећањем магнетне индукције, повећањем броја намотаја и смањењем крутости опруге. Осим повећања броја навојака, остале наведене елементе је компликовано повећавати, па је решење нађено у механичкој конструкцији где је казаљка продужена тако да се резолуција јако повећа, а истовремено је смањена њена инерција.
- Балистички галванометар

Он је по конструкцији сличан галванометру са покретним калемом, али је повећан момент инерције покретног дела. На тај начин балистички галванометар може врло лако мале количине електрицитета које прођу кроз завојке калема за врло кратко време као што се то дешава, на пример, при пуњењу или пражњењу кондензатора. Потребно је посматрати максимални отклон, јер ће се систем вратити у равнотежу. Повећана инерција система служи да инструмент са кашњењем прикаже величину, али се задржи на максимуму довољно дуго да се може очитати вредност. Овако настали максимални отклон назива се балистички отклон.